# 鴻池流
鴻池流（こうのいけりゅう）とは、日本の江戸時代初期まであった酒造りの流派の一つ。摂津国鴻池郷（現兵庫県伊丹市鴻池）に栄えた。江戸時代中期に衰滅。

## 歴史
鴻池は、摂津国猪名川上流にある郷村であり、同じ川沿いの池田・伊丹、さらに武庫川上流の小浜（こはま）・大鹿などの郷とともに、室町時代中期から他所酒を生産し始めていた。日本酒の趨勢として、戦国時代に僧坊酒が衰退すると、これらの酒郷は奈良流の製法を吸収し、当時の日本の酒市場で一挙に台頭してきた。
慶長5年（1600年）鴻池善右衛門が、室町時代からあった段仕込みを改良し、麹米・蒸米・水を3回に分ける三段仕込みとして効率的に清酒を大量生産する製法を開発した。これはやがて日本国内において、清酒が本格的に一般大衆にも流通するきっかけとなった。
また、これを以て日本の清酒の発祥とみなす立場もあり、伊丹市鴻池には「清酒発祥の地」の伝説を示す石碑「鴻池稲荷祠碑」（こうのいけいなりしひ）が残っている。江戸時代後期の儒者、中井履軒が寛政12年（1800年）ごろ、大坂へ進出して豪商となっていた鴻池家に依頼された書いた文が刻まれており、戦国時代の武将、山中幸盛の孫（一説には長男）、幸元（新六）を始祖とする鴻池家が、それまでの濁り酒から清酒を作ることに成功した旨が記されている。この碑は平成3年12月、伊丹市が文化財に指定した。
鴻池で造られた酒は船で猪名川を下り、大坂湾に出て、菱垣廻船や樽廻船で江戸へ出荷されたわけだが、地元で消費されるよりも圧倒的に江戸に出荷する率が高かった。寛文以降の幕府の厳しい酒造統制、元禄年間の減醸令、また元文3年（1738年）に新酒一番船の江戸入津は15艘までと制限されたことなどにより、鴻池郷の酒造りは次第に衰退し消滅していった。
しかし、すでに財を成し大坂へ進出していた鴻池家は、鴻池という酒郷が衰滅したあとも豪商として諸方面に活躍し、やがて近代以降は財閥となり、平成時代に至るまで三和銀行として綿々と商脈は続いていくことになる。
もちろん鴻池家は、始祖が自分の出自である村「鴻池」を姓として名乗ったことから始まっている。

## 製法
製法としては伊丹流に近い。また鴻池が酒郷として衰滅してからは、伊丹がその技法を吸収していったものと思われる。
大きな桶を用い、寒造りで、仕込みのときには蒸米の温度を高めにする。
酛は蒸米を六斗使う（六斗酛）。添は三回。出来上がりは辛口で、風味は甘口。
江戸時代最高の醸造技術書と謳われる『童蒙酒造記』は、鴻池流の蔵元の誰かが書いたのではないかと言われている。